# Plebiscito della Prussia Orientale

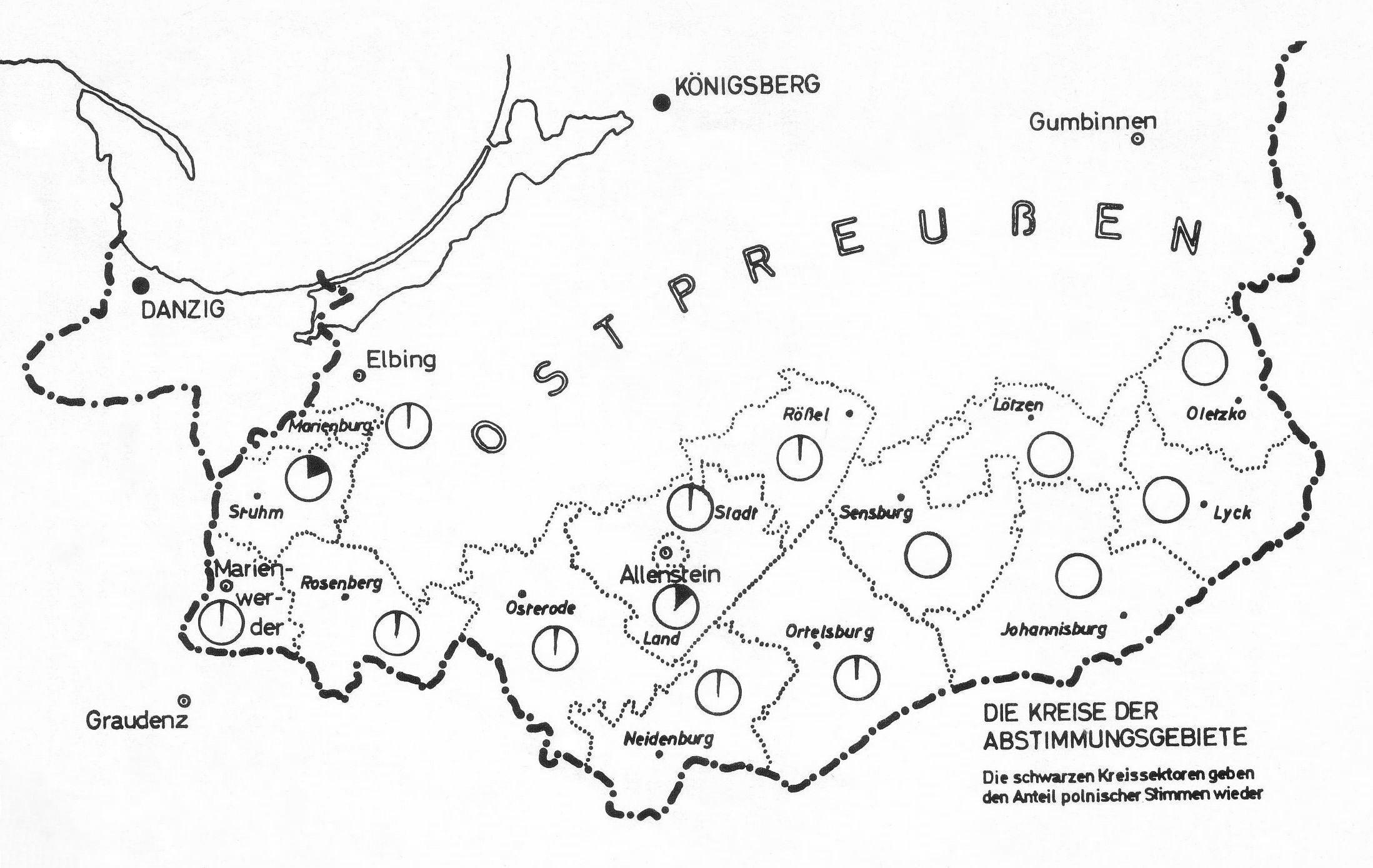
Risultati della votazione

Il plebiscito della Prussia Orientale (in tedesco: Volksabstimmung in Ostpreußen), anche conosciuto come plebiscito di Allenstein e Marienwerder o plebiscito di Varmia, Masuria e Powiśle (in polacco: Plebiscyt na Warmii, Mazurach i Powiślu), fu un plebiscito per l'autodeterminazione delle regioni della Varmia (Ermland), della Masuria (Mazury, Masuren) e di Powiśle, che erano situate in parti della Prussia Orientale e della Prussia Occidentale, secondo gli Articoli da 94 a 97 del Trattato di Versailles. Preparato all'inizio degli anni venti, si svolse l'11 luglio 1920. La maggioranza dei votanti scelse la Prussia Orientale in luogo della Seconda Repubblica di Polonia (più del 97% in Allenstein e il 92% a Marienwerder); gran parte dei territori in questione rimasero pertanto nello Stato libero di Prussia, e, quindi, nella Repubblica di Weimar.

## Premessa storica
I distretti in questione avevano cambiato appartenenza nazionale diverse volte nei secoli precedenti, passando dai prussiani, allo Stato Monastico dei Cavalieri Teutonici, alla Germania e alla Polonia. L'area della Varmia era parte del Regno di Prussia sin dalla prima spartizione della Polonia del 1772 e la regione della Masuria era governata dalla famiglia tedesca degli Hohenzollern sin dal "Tributo prussiano" del 1525 (feudo polacco fino al 1660). Molti abitanti della regione avevano radici polacche ed erano pertanto influenzati dalla cultura della Polonia; l'ultimo censimento tedesco del 1910 li classificò come polacchi o masuriani. La delegazione polacca alla Conferenza di Parigi del 1919, condotta da Roman Dmowski, effettuò un gran numero di richieste riguardo alle aree che erano state parte della Confederazione polacco-lituana fino al 1772 e, nonostante le loro proteste, sostenuto dai francesi, il Presidente Woodrow Wilson e gli altri alleati acconsentirono allo svolgimento dei plebisciti.

## Le regioni del plebiscito
Le aree del plebiscito furono poste sotto l'autorità delle due Commissioni Inter-Alleate di cinque membri nominate dagli Alleati in rappresentanza della Società delle Nazioni. Le truppe italiane e britanniche, sotto il comando di tali commissioni, arrivarono dal 12 febbraio 1920. Il Reichswehr regolare aveva invece già lasciato l'area il giorno precedente. L'amministrazione civile e municipale continuò con le autorità tedesche, che furono responsabili davanti alle Commissioni durante il mandato.
Secondo gli articoli da 94 a 97 del Trattato di Versailles (sezione intitolata "Prussia Orientale") il territorio del plebiscito era formato dal distretto di Marienwerder (Kwidzyn) (Landkreis Marienwerder), che comprendeva le contee di Stuhm (Sztum), Rosenberg in Westpreußen (Susz) e parti delle contee di Marienburg (Malbork, ad est del fiume Nogat) e Marienwerder (ad est della Vistola).
Il trattato definì l'area come "Confine occidentale e settentrionale del distretto governativo di Allenstein fino al suo congiungimento al confine tra il circondario di Oletzko (Olecko) e Angerburg (Węgorzewo); inoltre vi era il confine settentrionale del circondario di Oletzko fino al congiungimento con la vecchia frontiera della Prussia Orientale."
H. D. Beaumont, il rappresentante britannico della Commissione del Plebiscito di Marienwerder, fece rapporto al Conte Curzon il 25 febbraio 1920; nel rapporto figurò che la popolazione totale dell'area del plebiscito era di circa 158.300 persone, delle quali 134.500 ritenevano di essere di razza germanica, 23.800 (il 15%) polacchi.

### Regione di Allenstein (Olsztyn)
Il Presidente del Comitato Britannico dell'Amministrazione Inter-Alleata e della Commissione Plebiscitaria per Allenstein fu Mr. Ernest Rennie; il Commissario francese fu M. Couget, mentre quello italiano fu il Marchese Fracassi, Senatore del Regno; il Commissario giapponese fu Marumo. Il governo tedesco fu autorizzato ad inviare un delegato, pertanto si recò anche il Barone von Gayl, in passato in servizio presso il Ministero dell'Interno e in seguito nel Comitato per la colonizzazione. Le forze di polizia locale furono poste sotto il controllo degli ufficiali inglesi, il luogotenente-colonnello Bennet e il maggiore David Deevis. Bennet riportò in seguito che essi erano "ben disciplinati e amichevoli"; vi era anche un battaglione del Reggimento Reale Irlandese e un reggimento italiano che stazionavano presso Lyck (Ełk).
Questa commissione aveva poteri generali di amministrazione e, in particolare, era "incaricata di provvedere ai preparativi per il voto e prendere le misure necessarie per il suo esercizio in completa libertà e segretezza". La commissione ebbe anche l'autorità di decidere riguardo alle questioni riguardo alle esecuzioni di tali ordini; dovette assistere nell'esercizio delle loro funzioni i funzionari scelti tra la popolazione locale. Le decisioni della commissione dovevano essere prese a maggioranza.

### Regione di Marienwerder (Kwidzyn)
Beaumont e gli altri membri della Commissione raggiunsero Marienwerder il 17 febbraio 1920. Al loro arrivo, trovarono il battaglione italiano dei bersaglieri di guardia. Questa Commissione aveva sotto la propria autorità circa 1.400 poliziotti tedeschi in uniforme.

## Le difficoltà
Beaumont riferì che, con l'eccezione del Kreis di Stuhm (Sztum), dove i polacchi erano 15.500 su una popolazione di 36.500 (il 42%), le simpatie tedesche degli abitanti erano chiaramente evidenti. Aggiunse che "sono state spese nel passato ingenti somme per le ferrovie, le strade, i ponti e gli edifici pubblici". Beaumont continuò: "La frontiera è strettamente sorvegliata dai polacchi e alle persone che devono svolgere affari dall'altro lato viene impedito di transitare senza passare attraverso formalità vessatorie. I treni sono deliberatamente trattenuti per ore in ingresso e in uscita dal territorio polacco o il servizio è addirittura sospeso. La comunicazione postale, telegrafica e telefonica è costantemente interrotta. Per passare nel territorio della Città Libera di Danzica è necessario attraversare una stretta striscia di territorio polacco su un grande ponte sulla Vistola, presso Tczew (Dirschau). Qui la strada è sbarrata da sentinelle (in uniforme francese), che rifiutano di parlare in lingue diverse dal polacco, e una barriera simile è stata eretta al piccolo villaggio di Muhlhaus, prima di entrare di nuovo nel territorio di Danzica. Il risultato è che quest'area è tagliata fuori dal commercio e dal porto. Nonostante probabilmente non servirà a cambiare il risultato del plebiscito, sarebbe a mio parere desiderabile comunicare al governo di Varsavia che la loro attuale politica potrà difficilmente portarli a guadagnare voti."
Sir Horace Rumbold, ministro britannico a Varsavia, scrisse a Curzon il 5 marzo 1920, affermando che le Commissioni Plebiscitarie in Allenstein e Marienwerder "si sentivano isolate sia dalla Polonia che dalla Germania" e che le autorità polacche stavano detenendo le scorte di carbone e petrolio per quei distretti. Sir Horace ebbe un incontro con il Ministro polacco degli Affari Esteri, M. Patek, che dichiarò la sua contrarietà al comportamento dei suoi concittadini e "si dichiarò contro la rigidità delle autorità militari polacche."
Il 10 marzo 1920, Beaumont scrisse delle numerose e continue difficoltà poste dagli ufficiali polacchi e aggiunse che "le malignità tra polacchi e tedeschi e l'irritazione dovuta all'intolleranza polacca verso gli abitanti tedeschi del Corridoio (ora sotto il loro dominio), di gran lunga peggiore di ogni intolleranza tedesca verso i polacchi, stanno crescendo al punto che è impossibile credere che l'attuale configurazione dei confini possa essere permanente... Si può affermare, in via confidenziale, che neanche le più rosee aspettative economiche potrebbero spingere i tedeschi a votare i polacchi. Se la frontiera non è soddisfacente oggi, lo sarà ancora di meno quando dovrà essere spostata da questo lato (del fiume), senza linee naturali da seguire, tagliando fuori la Germania dalle rive del fiume ed entro un miglio da Marienwerder, che voterà di per certo tedesco. Non conosco alcuna frontiera simile creata da alcun trattato."
I polacchi iniziarono a rafforzare le proprie posizioni e Rumbold riferì a Curzon il 22 marzo 1920 che il Conte Przezdziecki, ufficiale del Ministero degli Esteri polacco, aveva detto a Sir Percy Loraine (1° Segretario della Delegazione di Sua Maestà a Varsavia) che i polacchi contestavano l'imparzialità delle Commissioni Inter-alleate e affermavano che il governo polacco avrebbe potuto rifiutarsi di riconoscere i risultati dei Plebisciti.

## Propaganda

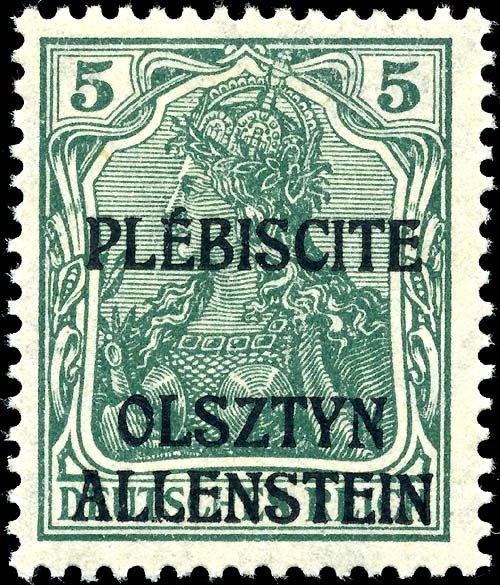
Francobollo da 5 Pfennig. Per pubblicizzare il plebiscito, furono prodotti dalla Germania speciali francobolli, venduti dal 3 aprile. Su un tipo di stampe si legge PLÉBISCITE / OLSZTYN / ALLENSTEIN, mentre sull'altra vi è TRAITÉ / DE / VERSAILLES / ART. 94 et 95 all'interno di un ovale sul cui bordo vi era il nome della commissione plebiscitaria. Ogni stampa fu emessa in 14 valori che andavano da 5 pfennig a 3 marchi.

Entrambe le parti iniziarono una campagna di propaganda. I tedeschi fondarono diverse associazioni regionali sotto il nome di "Ostdeutsche Heimatdienst", che contavano circa 220.000 membri. Portarono l'attenzione sulla storia della Prussia e sulla lealtà allo Stato prussiano, ed utilizzarono anche pregiudizi contro la cultura polacca e sull'arretratezza economica della Polonia. Rennie, il Commissario britannico in Allenstein, fece rapporto l'11 marzo 1920, affermando che "in quelle parti che toccano la frontiera polacca è in corso una forte propaganda tedesca" e che "la Commissione sta facendo tutto ciò che può per impedire agli ufficiali tedeschi del distretto di prendere parte alla propaganda nazionale collegata al plebiscito. Sono state pertanto emesse ordinanze e istruzioni in tal senso."
Rennie riferì a Curzon al Ministero degli Esteri britannico, il 18 febbraio 1920, che i polacchi, che avevano preso il controllo del Corridoio fino al Mar Baltico, avevano completamente "distrutto la ferrovia, il telegrafo e le linee telefoniche. Il Colonnello Lomas, capo del Ministero delle Comunicazioni, è partito per Varsavia per negoziare con le autorità polacche e per cercare di rimediare a questi fatti."
Rennie riferì l'11 marzo 1920 che il Console Generale Polacco, Dr. Lewandowski, di circa 60 anni ed ex chimico, che aveva un negozio a Poznań (Posen), era arrivato. Rennie afferma: "Apparentemente ha poca esperienza della vita da ufficiale, e subito dopo il suo arrivo ha iniziato ad inviare messaggi alla Commissione, spesso in linguaggio stravagante, dichiarando che l'intera popolazione polacca del distretto era terrorizzata da anni e pertanto era incapace di esprimere i propri sentimenti. Devo dire che il comportamento del Dr. Lewandowski non è sempre conforme alle regole, e può essere esemplificato dall'incidente avvenuto la scorsa domenica al momento dell'esposizione della bandiera polacca all'ufficio consolare. Lewandowski era stato riconosciuto solo quattro giorni prima e, senza dare avviso della propria intenzione alla Commissione, procedette a fare sventolare la propria bandiera dal suo ufficio, situato nello stesso edificio del Ministero per la Propaganda polacco. Al vedere ciò, la popolazione manifestò il proprio risentimento. Fu chiamata la polizia, che entrò nel palazzo e rimosse la bandiera. Tuttavia, alle 4 del pomeriggio la bandiera sventolava di nuovo e la polizia dovette sostare fuori dall'edificio per impedire tumulti fino alle 17, quando la bandiera fu tolta. Feci notare a Lewandowski che doveva prestare più attenzione alla sua delicata posizione ... e aggiunsi che era desiderabile che il suo ufficio non fosse situato nello stesso palazzo dell'Ufficio della Propaganda polacca."
Le attività illecite iniziarono già dall'11 marzo 1920: il Conte di Derby riferì una decisione del Consiglio Alleato degli Ambasciatori a Parigi di interrogare il governo polacco riguardo alle violazioni delle frontiere al distretto di Marienwerder da parte dei soldati polacchi.
Beaumont riferì da Marienwerder alla fine di marzo che "non era stato effettuato alcun cambiamento nei metodi della propaganda polacca. Si tengono riunioni occasionali, ma sono frequentate solo da polacchi in piccoli gruppi." Continuò: "Proseguono gli atti e gli articoli violenti contro tutto ciò che c'è di tedesco nel neonato quotidiano polacco: questo è l'unico metodo pacifico adottato per persuadere gli abitanti delle aree a votare per la Polonia."
I polacchi stabilirono un Comitato (non ufficiale) della Masuria per il Plebiscito (Mazurski Komitet Plebiscytowy) il 6 giugno 1919, sotto la presidenza di Juliusz Bursche, poi vescovo della Chiesa Evangelica in Polonia. C'era anche un Comitato (non ufficiale) della Varmia (Warmiński Komitet Plebiscytowy). Essi sostennero che i masuriani della Varmia e della Masuria erano vittime da molto tempo della germanizzazione, ma gli etnici polacchi ora avevano l'opportunità di liberarsi dal dominio prussiano.
Dopo il voto, i polacchi si sentirono svantaggiati dalla stipula del Trattato di Versailles, che autorizzò coloro che erano nati nell'area del plebiscito, ma non vi vivevano, a farvi ritorno per votare. Circa 152.000 persone in più, in questo modo, parteciparono al voto. Vi è confusione se questa sia stata una condizione imposta da Germania o Polonia; ci si sarebbe potuti aspettare che molti Ruhrpolen (polacchi emigrati nella regione della Ruhr) avrebbero votato per la Polonia, ma gran parte di essi votò per la Germania. La delegazione polacca sostenne che questa fosse stata una condizione tedesca, mentre i tedeschi sostennero il contrario.

## Il plebiscito
I plebisciti chiesero ai votanti se desideravano che la loro madrepatria rimanesse la Prussia Orientale, parte della Repubblica di Weimar, oppure se volevano divenire parte della Polonia (le alternative per i votanti non furono Germania / Polonia, ma Prussia Orientale / Polonia). Ebbero diritto di voto tutti gli abitanti del distretto in cui si svolse la votazione aventi più di 20 anni, oppure quelli che erano nati in quell'area prima del 1º gennaio 1905.
Il plebiscito si svolse l'11 luglio 1920; a quell'epoca la Polonia sembrava essere sull'orlo della sconfitta nella guerra polacco-sovietica (vedere Miracolo della Vistola). La Prussia tedesca fu in grado di organizzare una campagna propagandistica efficiente, ponendo in essere un lungo programma di germanizzazione. È inoltre da notare che il plebiscito mascherò la scelta in favore della Germania con il nome regionale della Prussia. L'attività delle organizzazioni paramilitari tedesche e il sostegno alla posizione tedesca da parte della commissione degli Alleati, che autorizzò la Germania a far entrare nei suoi confini 100.000 immigranti da quella regione, contribuirono alla causa tedesca. Pertanto il plebiscito terminò con una grande maggioranza di voti per la Prussia; solo una piccola parte del territorio in cui si svolse il voto fu assegnato alla Polonia.

## Risultati
I risultati furono pubblicati dalla Polonia; pertanto il nome polacco è scritto prima.

### Olsztyn/Allenstein
Risultati della regione di Olsztyn/Allenstein:
| Contea               | Voti per la Prussia | Voti per la Polonia |
| -------------------- | ------------------- | ------------------- |
| Olecko/ Oletzko      | 99,99%              | 0,01%               |
| Giżycko/ Lötzen      | 99,97%              | 0,03%               |
| Mrągowo/ Sensburg    | 99,93%              | 0,07%               |
| Ełk/ Lyck            | 99,88%              | 0,12%               |
| Pisz/ Johannisburg   | 99,96%              | 0,04%               |
| Szczytno/ Ortelsburg | 98,51%              | 1,49%               |
| Nidzica/ Neidenburg  | 98,54%              | 1,46%               |
| Ostróda/ Osterode    | 97,81%              | 2,19%               |
| Olsztyn/ Allenstein  | 86,53%              | 13,47%              |
| Reszel/ Rößel        | 97,9%               | 2,1%                |
| Totale %             | 97,89%              | 2,11%               |
| Voti totali          | 363.209             | 7.980               |

Aventi diritto al voto: 425.305. Validi: 371.189. Affluenza: 87,31%
Per onorare il numero eccezionalmente alto di voti per la Germania nel distretto di Oletzko, con due voti per la Polonia rapportati a 28.625 per la Germania, la principale città Marggrabowa (città del Margravio) cambiò nome in "Treuburg" (in tedesco: Castello della Fedeltà) nel 1928, e anche il distretto effettuò lo stesso cambiamento di nome nel 1933.
Nei villaggi di Lubstynek (Klein Lobenstein), Klein Nappern (Czerlin) e Groszki (Groschken) nel Kreis Osterode/distretto di Osterode (Ostróda), situati al confine, la maggioranza votò per la Polonia. Dopo il plebiscito, questi villaggi divennero parte della Polonia.
Dato che la Ferrovia Orientale della Prussia, con la linea Danzica-Varsavia, passava nella regione, l'area di Soldau nel Landkreis Neidenburg fu trasferita alla Polonia senza plebiscito, e le fu cambiato nome in Działdowo.

### Marienwerder / Kwidzyn
Risultati della regione di Kwidzyn/Marienwerder:
| Contea                 | Voti per la Prussia | Voti per la Polonia |
| ---------------------- | ------------------- | ------------------- |
| Marienwerder (Kwidzyn) | 93,73%              | 6,27%               |
| Marienburg (Malbork)   | 98,94%              | 1,06%               |
| Rosenberg (Susz)       | 96,9%               | 3,1%                |
| Stuhm (Sztum)          | 80,3%               | 19,7%               |
| Totale %               | 92,36%              | 7,64%               |
| Voti totali            | 96.923              | 8.018               |

Aventi diritto al voto: 125.090. Voti validi: 104.941. Affluenza: 84,00%
Il distretto rimase con la Germania (Prussia Orientale) come Regierungsbezirk Westpreussen.